# Institut d'Estudis Valencians
L'Institut d'Estudis Valencians fou una institució fundada el 9 de febrer de 1937 a València, a l'estil de l'Institut d'Estudis Catalans (IEC), a iniciativa de la Conselleria de Cultura del Consell Provincial de València, presidida per Francesc Bosch i Morata (PVE). Deu dies més tard, el 19 de març de 1937, fou aprovat el reglament intern de l'entitat, que declarava el valencià com a idioma oficial i la Dama d'Elx com a imatge representativa.
El president fou Josep Puche i Álvarez, rector de la Universitat de València, el secretari general, Carles Salvador i Gimeno, i el tresorer, Josep Feo i Garcia.
Era dividit en quatre seccions:
- Històrico-Arqueològica, presidida per Isidre Ballester i Tormo, amb Domènec Flétcher i Valls com a secretari, Felip Mateu i Llopis, Lluís Querol i Roso i Emili Gómez i Nadal com a vocals.
- Filologia valenciana, presidida per Lluís Gonzalvo i París, amb Carles Salvador i Gimeno com a secretari, Manuel Sanchis i Guarner, Francesc Almela i Vives i Bernat Artola i Tomàs com a vocals.
- Ciències, presidida per Josep Puche, amb Emili Moròder i Sala com a secretari, Modest Quilis, Robert Feo i Garcia i Joaquim Bernat i Castelló com a vocals.
- Estudis Econòmics, presidida per Rafael Font de Mora, amb Vicent Tomàs i Pérez de secretari, Lluís Guillem Guardiola, Josep Oliag i Càceres i Marí Civera Martínez com a vocals.[1]

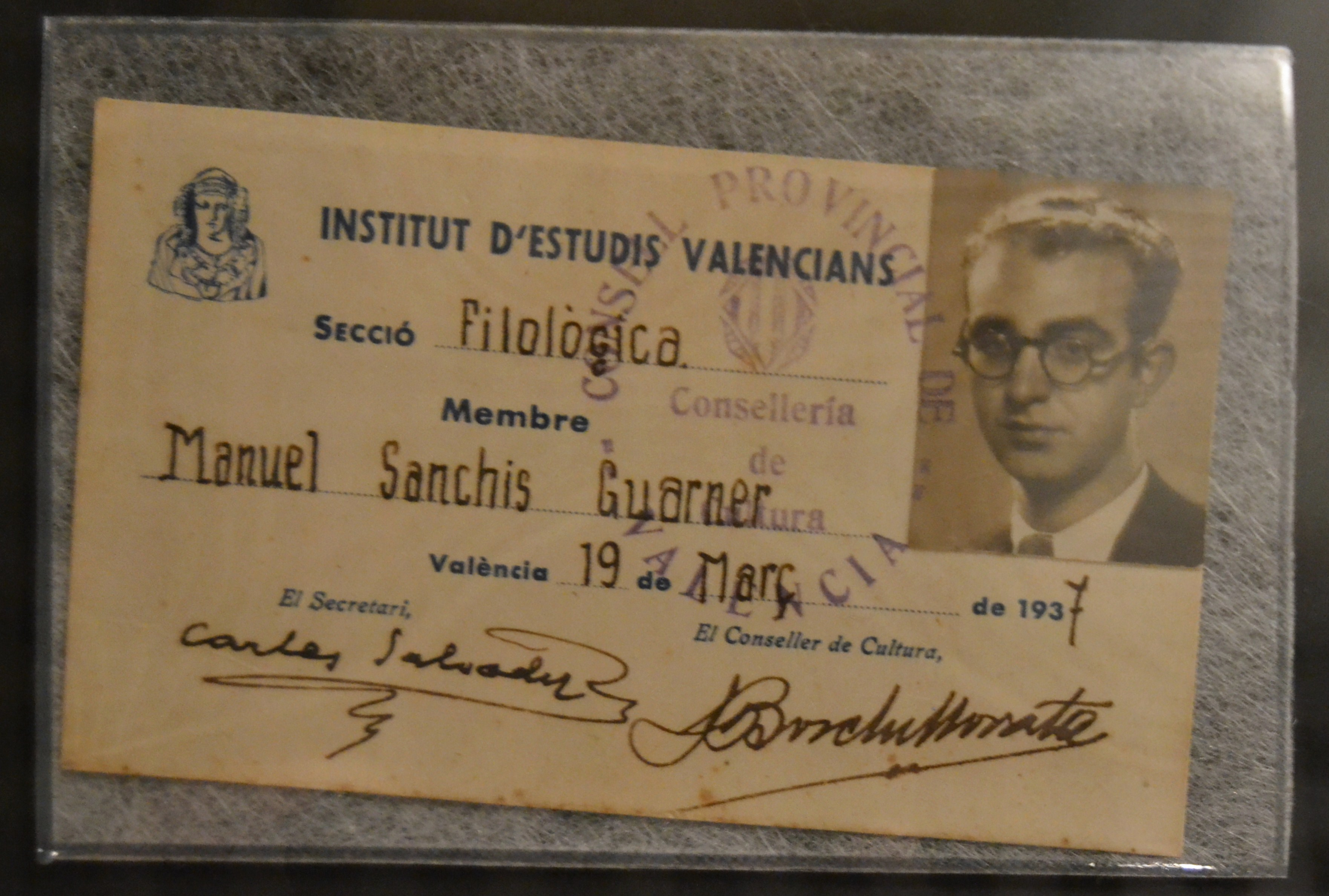
Carnet de Manuel Sanchis Guarner com a membre de la Secció Filològica

Fou el primer organisme valencià amb competències normativitzadores, com assenyala Josep Daniel Climent: "l'únic organisme oficial que els valencians vam tenir al llarg del segle XX amb autoritat sobre la llengua". Així, la decisió més important de l'IEV fou adoptar les Normes de Castelló com a normativa oficial per al valencià. La conselleria de cultura hi va adscriure el Museu de Prehistòria i el Centre d'Estudis Econòmics Valencians. Va promoure la fundació de la Biblioteca del País Valencià, però la Guerra Civil espanyola va impedir bona part de les activitats i desaparegué el 1939. La Generalitat Valenciana mai no el va restablir com a entitat pública, sinó que la seua denominació va ser utilitzada per a la constitució d'una nova entitat, de caràcter associatiu privat, tot i que amb orientació secessionista i blavera, sota la presidència de Carles Recio Alfaro.